# Euryale ferox
Euryale ferox Salisb., 1805 es una especie de hierbas anuales o perennes acuáticas y pertenece a la familia Nymphaeaceae.  Es un nenúfar gigante, similar a las especies de Victoria de América meridional.   

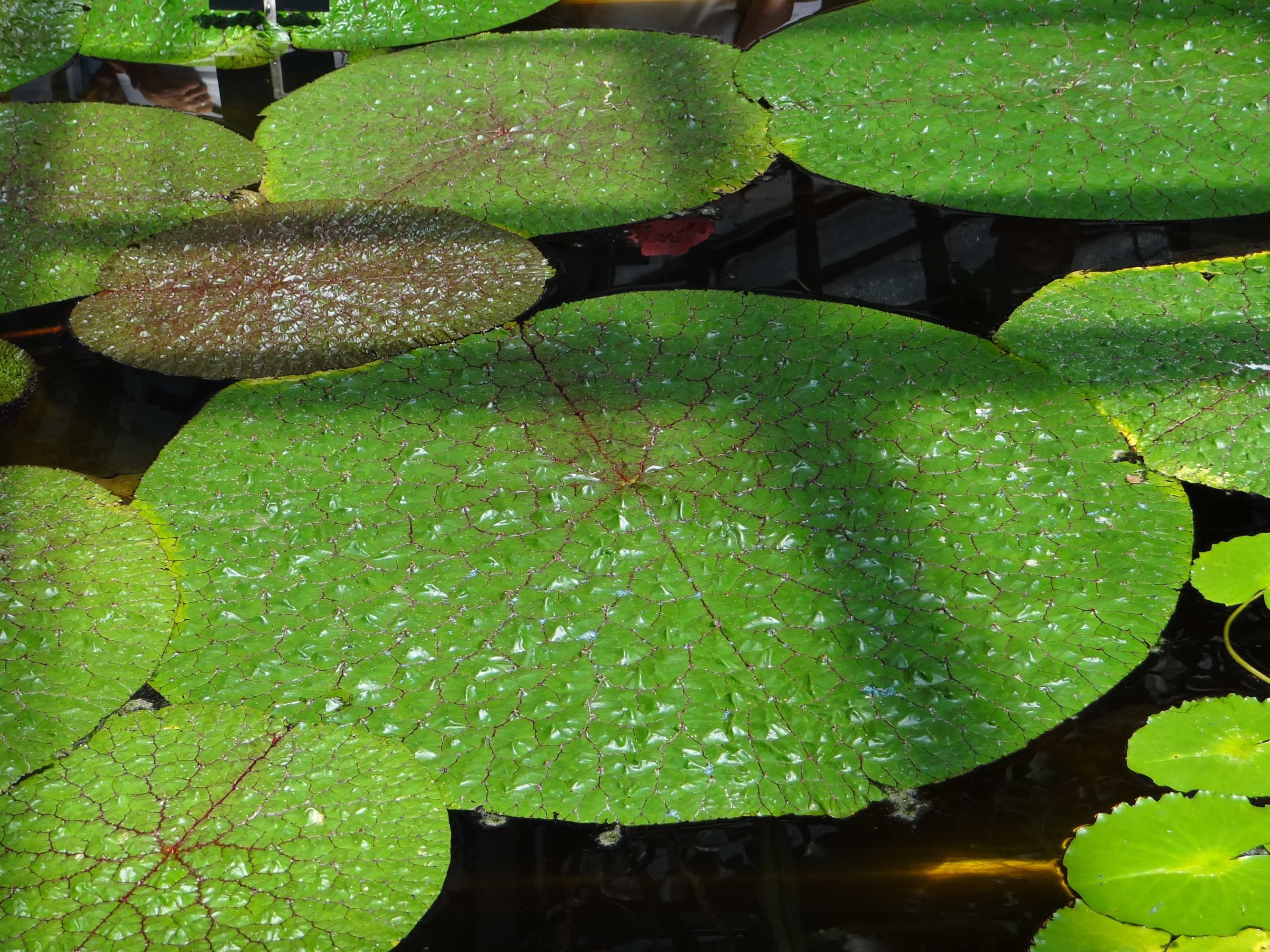
Vista de la planta

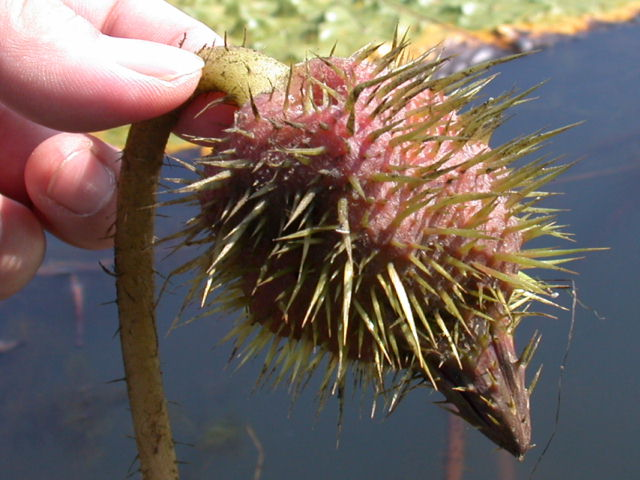
Fruto inmaduro

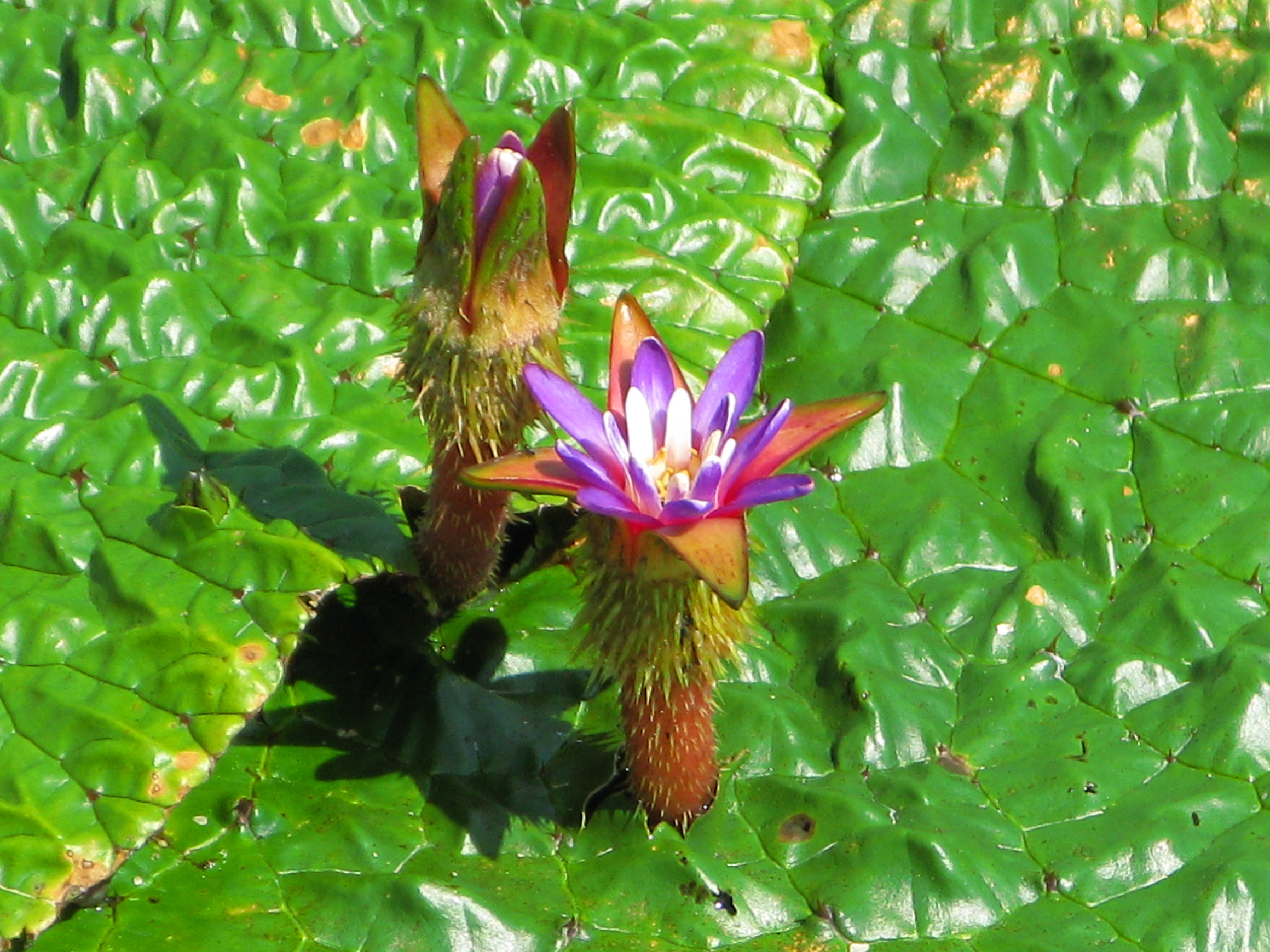
En floración

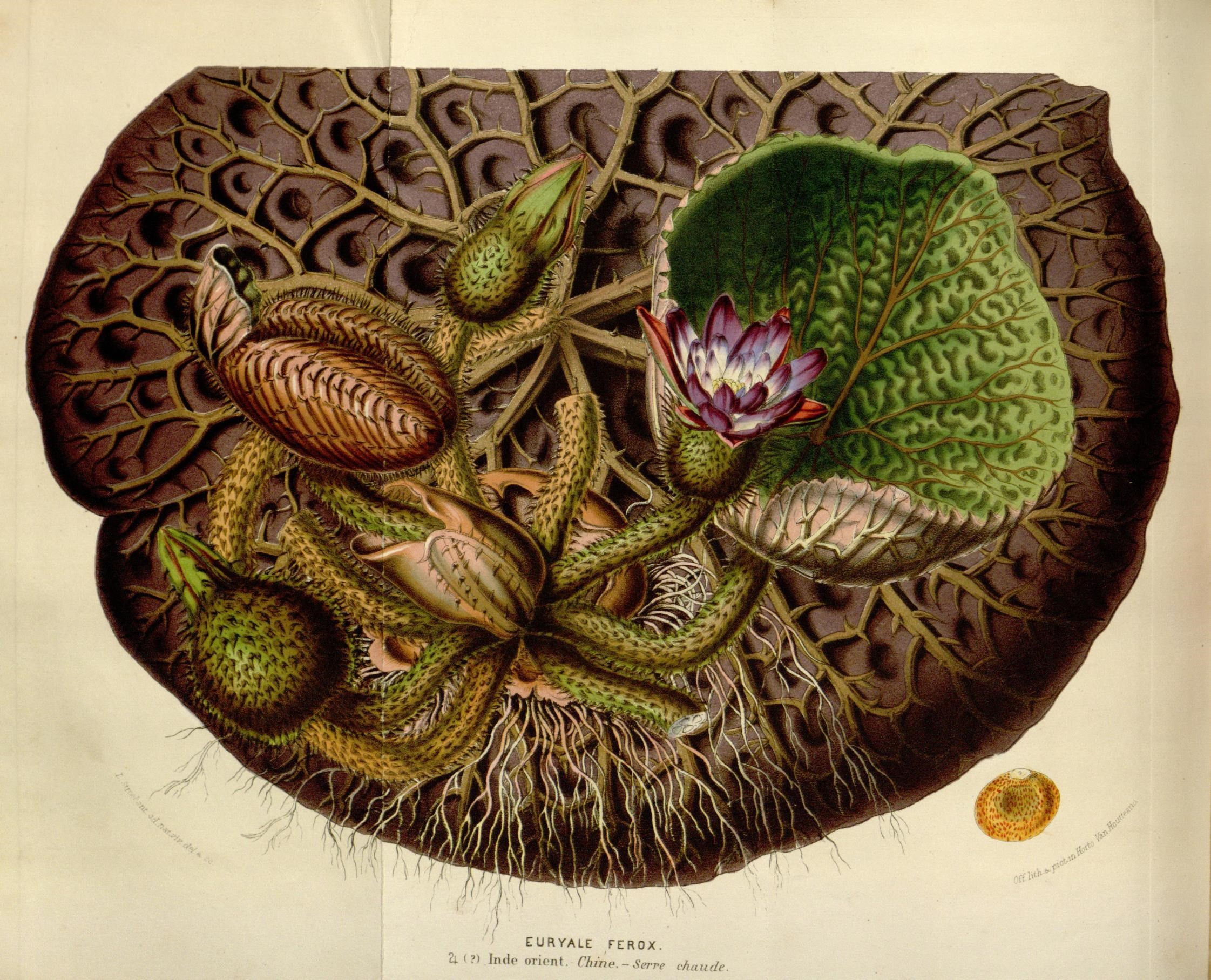
Ilustración

## Descripción
Son hierbas anuales o perennes de vida corta, con rizoma vertical, corto, sin ramificaciones. Acúleos presentes en el haz y el envés foliar, el peciolo, el pedúnculo floral y el exterior del cáliz. Las hojas de peciolo largo, sumergidas o flotantes, peltadas, orbiculares a ampliamente elípticas, de 0,3-2,7 m de diámetro, el borde entero, no levantado, nerviación actinódroma, prominente, las juveniles con seno basal, las maduras con una ligera escotadura. Las flores epíginas; sépalos 4, persistentes, verdosos; pétalos 20-35; estambres 78-92, más cortos que los pétalos, insertos en el ápice del ovario, los filamentos pasando gradualmente de laminares a lineares, conectivo sin apéndice; tecas de dehiscencia introrsa; carpelos (7-)8-16, sincárpicos; estilos ausentes, estigmas en copa estigmática sin apéndices carpelares. El fruto grande, aculeado, de dehiscencia irregular. Las semillas grandes, lisas, ariladas.
- Número cromosómico: 2n = 58.

## Ecología
Las flores se abren usualmente de día, bajo el agua, rara vez por encima de la superficie. Presentan cleistogamia y se reproducen con facilidad, convirtiéndose a veces en malas hierbas.

## Distribución
El género se distribuye desde el norte de la India hasta Japón. En India, China, Japón, Siberia oriental, Corea, Taiwán, Bangladés, Birmania. Introducida en los Estados Unidos. Flores de 50 mm de diámetro, pétalos externos púrpura-violáceos, los internos blanquecinos. Fruto púrpura oscuro, globoso, de 50-100 mm de diámetro. Semillas negras, globosas, 6-10 mm de diámetro.

## Usos
Tiene un gran interés en jardinería como ornamentación de superficies de agua; se usa además como alimento por sus semillas amiláceas y en medicina popular oriental.
Medicinal
En China, la planta se llama Qian Shi ( chino simplificado : 芡实 ; chino tradicional : 芡实 ). Sus semillas comestibles se utilizan en la medicina tradicional china, donde a menudo son cocinadas en sopas, junto con otros ingredientes.

## Taxonomía
Euryale ferox fue descrita por  Richard Anthony Salisbury y publicado en Annals of Botany 2: 74. 1805.
Etimología
El nombre Euryale proviene de la gorgona Euríale, hermana de Medusa y Esteno. La Unión Soviética emitió un sello postal con esta especie.
ferox: epíteto latíno que significa "espinoso".
Sinonimia
- Anneslea spinosa Andrews, 1811;
- Euryale indica Planch., 1853)